# Батлер, Тубал Урия
Тубал Урия «Базз» Батлер (англ. Tubal Uriah Butler; 21 января 1897 — 20 февраля 1977) — религиозный и общественный деятель, проповедник церкви духовных баптистов из Гренады и профсоюзный лидер Тринидада и Тобаго. Наиболее известен руководством рабочими выступлениями в 1930-х годах, особенно в период с 19 июня по 6 июля 1937 года, а также серией персоналистских политических партий (Партия самоуправления граждан и рабочих Британской империи, Партия самоуправления Батлера и, наконец, собственно Партия Батлера), сосредоточивших свои программы на улучшении положения рабочего класса.

## Биография
Батлер родился в Сент-Джорджесе (Гренада), где учился в англиканской школе. Не имея возможности найти работу после получения среднего образования, во время Первой мировой войны он в 17-летнем возрасте записался добровольцем в дислоцированный в Египте Британский Вест-Индский полк, отслужив в британской армии с 1914 по 1918 год. 
Возвратившись после войны с военной службы, он стал активным участником политических групп и рабочих профсоюзов, основав Движение за представительское правительство Гренады и Союз вернувшихся солдат Гренады. В 1921 году в возрасте 24 лет он перебрался на юг острова Тринидад, где работал на нефтяных месторождениях Рудал слесарем-трубником. На становление его взглядов в тот период повлияла философия Маркуса Гарви.
Впервые имя Батлера стало известно в 1935 году, когда он возглавил «голодный марш» от нефтяных месторождений до местного центра Порт-оф-Спейн. Как представитель радикального крыла он был исключён из Тринидадской лейбористской партии в 1936 году за «экстремистские наклонности». Затем он сформировал собственную Партию самоуправления (варианты перевода: местного управления, хоумруля) граждан и рабочих Британской империи.
19 июня 1937 года в знак протеста против плохих условий труда, низкой заработной платы, расизма и сверхэксплуатации на нефтяных месторождениях на юге Тринидада началась забастовка, среди организаторов которой был Батлер. Полиция попыталась арестовать его, когда он выступал на митинге в Физабаде. Его сторонники помешали полиции в этом, и в ходе стычки один полицейский был убит. Нефтяных месторождения охватили рабочие беспорядки, которые распространились и на сахарную промышленность. 
На рост стачечного движения колониальное правительство ответило выдачей ордера на арест Батлера, однако тому удалось скрыться. Он поддерживал контакт с официальными лицами через Адриана Кола Риенци, и хотя колониальные власти обещали ему безопасный проезд для дачи показаний в комиссии по расследованию событий июня 1937 года, едва он попытался показаться на слушаниях, как был арестован.
Батлер был заключён в тюрьму, где находился с 9 сентября 1937 по май 1939 года. С началом Второй мировой войны в сентябре 1939 года, он был вновь арестован и помещён под стражу на время войны. После выхода из тюрьмы он создал Партию местного самоуправления Батлера, позже ставшую просто Партией Батлера. Политическая сила заняла крупнейшее количество мест в Законодательном совете Тринидада и Тобаго, но губернатор решил исключить Батлера и назначить вместо победителя выборов 1950 года главным министром Альберта Гомеса.
На всеобщих выборах 1956 года Партия Батлера получила только два места. Победившие Эрик Уильямс и Народное национальное движение сочли пламенного радикала Батлера слишком непредсказуемым и «угрожающим экономическому благополучию нации».
Батлера считают отцом-основателем профсоюза нефтяников (Oilfields Workers' Trade Union, OWTU) и важнейшей фигурой тринидадского рабочего движения, за что он удостоен статуи в Физабаде. В 1970 году он был награждён Крестом Троицы, высшей наградой страны.